# Queen's Club Championships 2004
I Queen's Club Championships 2004 (conosciuti pure come Stella Artois Championships per motivi di sponsorizzazione) sono stati un torneo di tennis giocato sull'erba. È stata la 111ª edizione dei Queen's Club Championships e faceva parte della categoria International Series nell'ambito dell'ATP Tour 2004. Si è giocato al Queen's Club di Londra in Inghilterra, dal 7 al 13 giugno 2004.

## Campioni

### Singolare
Andy Roddick ha battuto in finale  Sébastien Grosjean con il punteggio di 7–6(4), 6–4.

### Doppio
Bob Bryan /  Mike Bryan hanno battuto in finale  Mark Knowles /  Daniel Nestor con il punteggio di 6–3, 6–4.